# Прогін (балка)

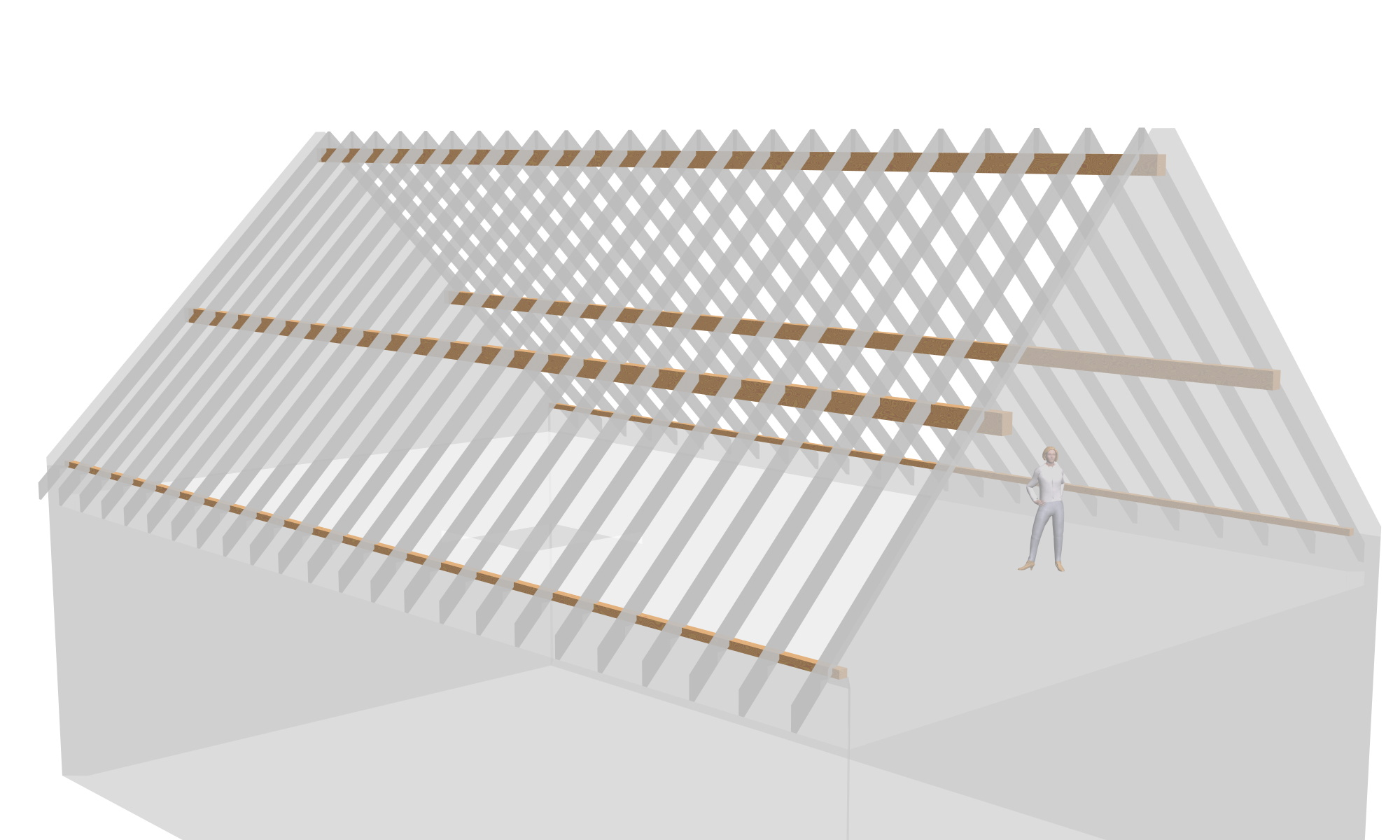
Двосхилий дах з гребеневим прогоном, боковими прогонами й мауерлатом

Прогі́н — горизонтально розташований елемент конструкції даху. Прогін об'єднує плоскі кроквяні ферми у стійку об'ємну конструкцію. Може виготовлятися з металу, залізобетону або дерева. Металеві прогони можуть бути суцільними або ґратчастими. Дерев'яні прогони бувають суцільними, або можуть мати замкнутий або відкритий поперечний переріз.
У кроквяній системі прогони поділяються на три типи: гребеневий (коньковий) прогін, бічні прогони і мауерлат. На гребеневий прогін спирається верхня частина даху (гребінь). Бічні прогони розташовані між гребенем і основою даху, вони служать для додаткової підтримки кроков. Мауерлат розташований біля основи кроков, він покладений зверху по периметру зовнішньої стіни.